# Gedenksteen voor gesneuvelde Canadezen (Sneek)
De Gedenksteen voor gesneuvelde Canadezen is een monument ter herinnering aan de Canadese slachtoffers die tijdens de Tweede Wereldoorlog vielen bij de bevrijding van de stad Sneek.

## Monument
De gedenksteen toont het reliëf van een esdoornblad, een zogenaamde Maple Leaf. Dit blad is het nationale symbool van Canada. De steen is ingemetseld in de oostelijke buitenmuur van de Grote- of Martinikerk en werd onthuld op 17 september 1947.
Op het monument staat de tekst:
Q.O.R. of C. 

H.H. PENNELL G.W. OUDERKIRK 

W.L. JACKSON S.W. WHITE 

IF I SAVE MY LIFE, I LOSE IT. 

15-4-1945
De afkorting in de tekst, Q.O.R.C., staat voor het regiment van de gevallen militairen: Queens Own Rifles Of Canada. De spreuk "If I save my life, I lose it" komt uit een gedicht van de Engelse dichter Alfred Tennyson.
Het monument bevindt zich niet direct aan de straat, maar is afgescheiden door een hekwerk. Aan weerszijden bevinden zich vlaggenhouders.

## Herdenking
Jaarlijks vindt bij het monument een herdenking en kranslegging plaats. Deze vindt jaarlijks op 4 mei plaats als onderdeel van de stille tocht die volgt na de herdenking en kranslegging bij het Oorlogsmonument. Hierbij wordt bij het monument het Volkslied van Canada gespeeld.